# Rudolf Henz
Rudolf Henz (ne lé 10 mai 1897 à Göpfritz an der Wild, mort le 12 février 1987 à Vienne) est un écrivain autrichien.

## Biographie
Enfant, Rudolf Henz va au petit séminaire de Hollabrunn, où il a pour camarade Jakob Franz Alexander Kern, et obtient sa maturité en 1916. Il s'inscrit ensuite à l'école des cadets de l'académie militaire thérésienne. Après son service militaire, il étudie à l'université de Vienne la germanistique et l'histoire de l'art. Il obtient un doctorat en 1923.
Il travaille ensuite dans l'enseignement catholique. En 1931, il devient directeur de la rubrique scientifique de RAVAG puis dirige la radio scolaire.
Après la mort du chancelier Engelbert Dollfuss dans le putsch de juillet 1934, Henz écrit en hommage à son successeur Kurt von Schuschnigg le texte d'une chanson pour les jeunes du mouvement austrofasciste Ihr Jungen schließt die Reihen gut qui s'inspire du Horst-Wessel-Lied. Après l'Anschluss, il est licencié. Il se consacre à l'écriture et vit aussi comme peintre sur verre.
De 1945 à 1947, il devient directeur des programmes de l'ÖRF. Il participe à la fondation de l'Action catholique en Autriche, il est aussi le président du Katholikentag. Dans les années 1950, il dirige aussi des revues littéraires et fonde en 1966 Literatur und Kritik.

## Œuvre
Romans
- Die Gaukler. Munich 1932
- Dennoch Mensch, ein Roman von Krieg und Liebe. Salzbourg 1935
- Der Kurier des Kaisers. Bonn 1941
- Begegnung im September. Munich 1939
- Ein Bauer greift an die Sterne, Bonn 1943
- Der große Sturm. Munich 1943
- Das Land der singenden Hügel. Vienne 1954
- Die Nachzügler. Graz 1961

Tragédies
- Die Heimkehr der Erstgeborenen. Berlin 1934.
- Kaiser Joseph II.. Vienne 1937
- Die Erlösung (Passionsspiel). Salzbourg 1949
- Der Büßer. Vienne 1950
- Die große Entscheidung. Vienne 1954

Pièces
- Das Wächterspiel. Berlin 1931
- Das Pfingstspiel. Vienne 1946
- Das Spiel von der Geburt des Herrn. Munich 1947
- Die ungetreuen Pächter. Munich 1954
- Die große Lüge, Ananias und Saphira. Vienne 1949

Poésie
- Der Turm der Welt (épopée versifiée) Vienne 1952

Autobiographie
- Fügung und Widerstand. Graz 1963

## Récompenses et distinctions
- 1956 : Prix de la Ville de Vienne de littérature